# Hoot (film)
Pour les articles homonymes, voir Hoot.
Hoot, ou Chouette au Québec, est un film américain réalisé par Wil Shriner, sorti en 2006.

## Synopsis
Un jeune garçon déménage en Floride, et s'intéresse à une espèce de hibou en voie d'extinction. Avec l'aide de deux amis, il va découvrir des éléments compromettants concernant des politiciens sans scrupules.

## Fiche technique
- Titre original et français : Hoot
- Titre québécois : Chouette
- Réalisation : Wil Shriner
- Scénario : Wil Shriner d'après une nouvelle de Carl Hiaasen
- Photographie : Michael Chapman
- Montage : Alan Edward Bell (en)
- Pays de production :  États-Unis
- Langue originale : anglais
- Format : couleur - 35 mm
- Genre : Comédie Familiale
- Durée : 90 minutes
- Lieu de tournage : Floride
- Date de sortie :
  - États-Unis : 5 mai 2006

## Distribution
Légende : Version Française = V. F. et Version Québécoise = V. Q.
- Luke Wilson (V. F. : Patrick Mancini ; V. Q. : Antoine Durand) : Delinko
- Logan Lerman (V. Q. : Roxan Bourdelais) : Roy Eberhardt
- Brie Larson (V. Q. : Sarah-Jeanne Labrosse) : Beatrice
- Tim Blake Nelson (V. Q. : Benoît Gouin) : Curly
- Cody Linley (V. Q. : Nicolas Bacon) : Mullet Fingers
- Neil Flynn (V. F. : Mathieu Buscatto ; V. Q. : Daniel Picard) : M. Eberhardt
- Clark Gregg (V. F. : Olivier Destrez ; V. Q. : Pierre Auger) : Muckle
- Kiersten Warren (V. Q. : Nadia Paradis) : Mme. Eberhardt
- Jessica Cauffiel (V. Q. : Viviane Pacal) : Kimberly
- Dean Collins (V. Q. : Alex Fillion) : Garrett
- Robert Wagner (V. Q. : Jean-Marie Moncelet) : le maire Grandy
- Eric Phillips : Dana
- Jimmy Buffett (V. Q. : Guy Nadon) : M. Ryan
- John Archie (V. Q. : Pierre Therrien) : le capitaine
- Robert Donner : Kalo

## Distinctions

### Nominations et récompenses
- Logan Lerman a remporté le Young Artist Awards
- Le film a été nommé aux Environmental Media Awards